# نواة عدسية
النواة العدسية تضم البطامة والكرة الشاحبة ضمن العقد القاعدية. عبارة عن كتلة كبيرة مخروطية الشكل من المادة الرمادية تقع بالضبط جانب المحفظة الغائرة.

## التركيب
عند تقسيمها أفقيا فإنها تأخذ، إلى حد ما، مظهر عدسة محدبة الوجهين. بينما المقطع التاجي لجزئها المركزي يأخذ شكل مثلث الحدود.
تكون أقصر من النواة الذنبية ولا تمتد بذلك القدر للأمام.

### الحدود
تقع للنواة الذنبية والمهاد وترى فقط في مقاطع نصف الكرة المخي.
تُحَد من الجانب بصفيحة من مادة بيضاء تسمى المحفظة الظاهرة (External capsule) وبجانب المحفظة الظاهرة توجد طبقة رقيقة من المادة الرمادية تسمى العائِق (claustrum).
نهايتها الأمامية متصلة مع الجزء السفلي من رأس النواة الذنبية ومع المادة المثقبة الأمامية.

### المكونات
في المقطع التاجي المار بمنتصف النواة العدسية تظهر صفيحتان نخاعيتان يقسمانها لثلاثة أجزاء.
الجزء والأكبر يكتسي بلون أحمر، ومعروف بالبطامة، في حين أن الجزء الإنسي والجزء المتوسط يأخذان اللون الأصفر، ومع بعضهم يشكلوا الكرة الشاحبة. يتميز الثلاثة بألياف بيضاء دقيقة ومتشعبة تظهر بوضوح في البطامة.

## الاشتقاق
الاسم مشتق من اللغة اللاتينية ويعني عدسي الشكل، ومن المحتمل أنه يشير إلى مظهر النواة من الجانب.

## صور إضافية

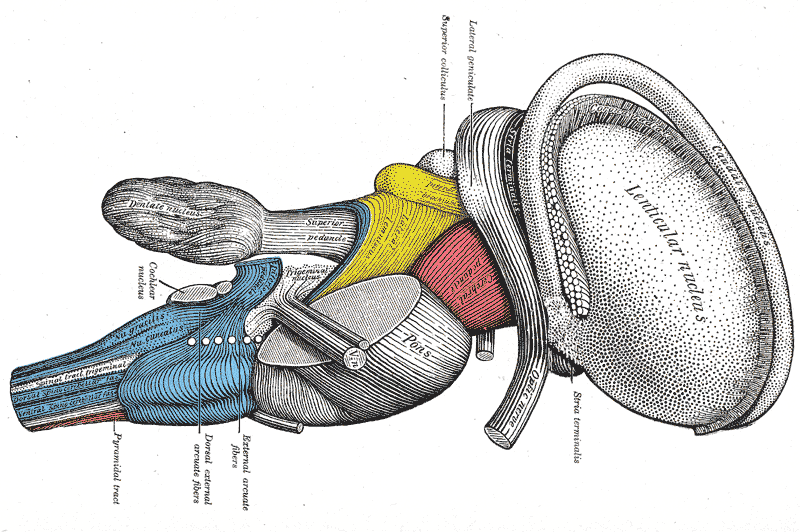
تشريح لجذع الدماغ. منظر جانبي.
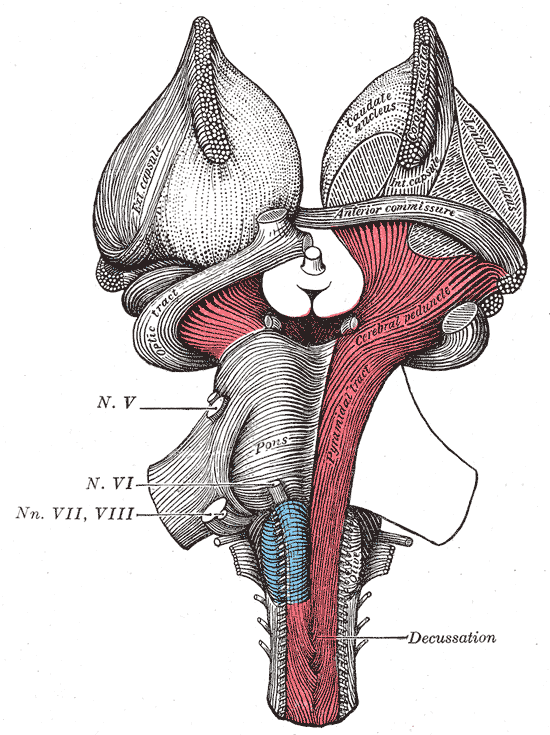
تشريح سطحي لجذع الدماغ. منظر أمامي.
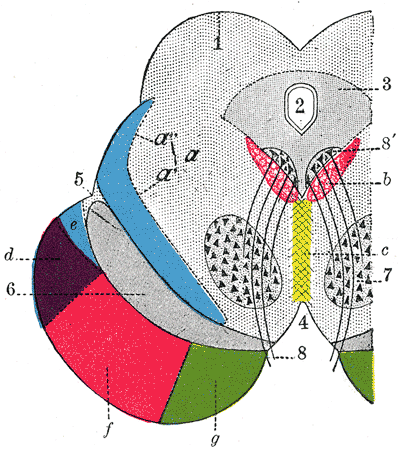
مقطع عرضي خلال الدماغ المتوسط.
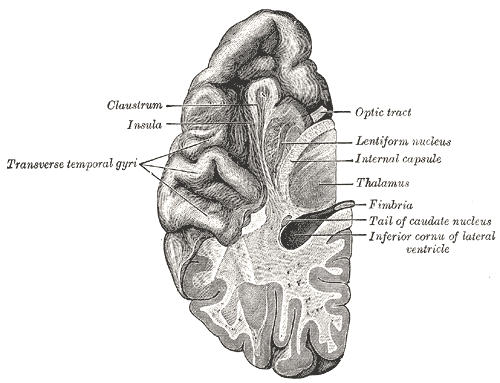
مقطع في الدماغ يبين السطح العلوي للفص الصدغي.
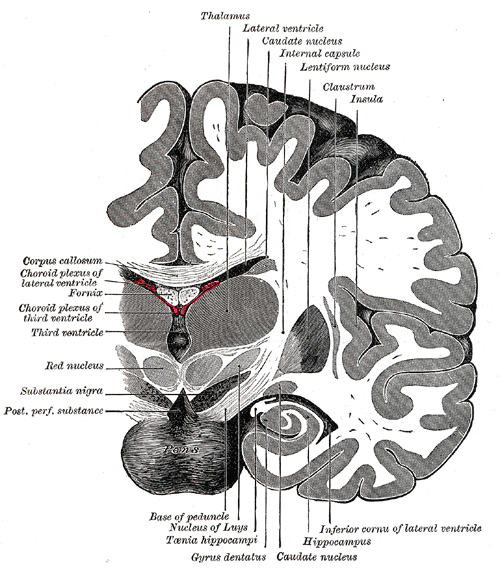
مقطع تاجي في الدماغ مباشرة أما الجسر.
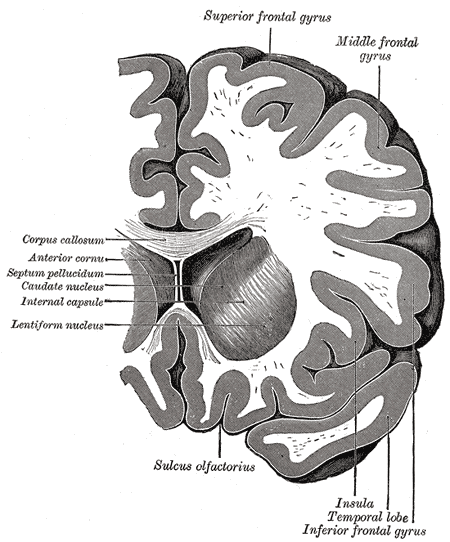
مقطع تاجي يمر بالقرن الأمامي للبطين الجانبي.
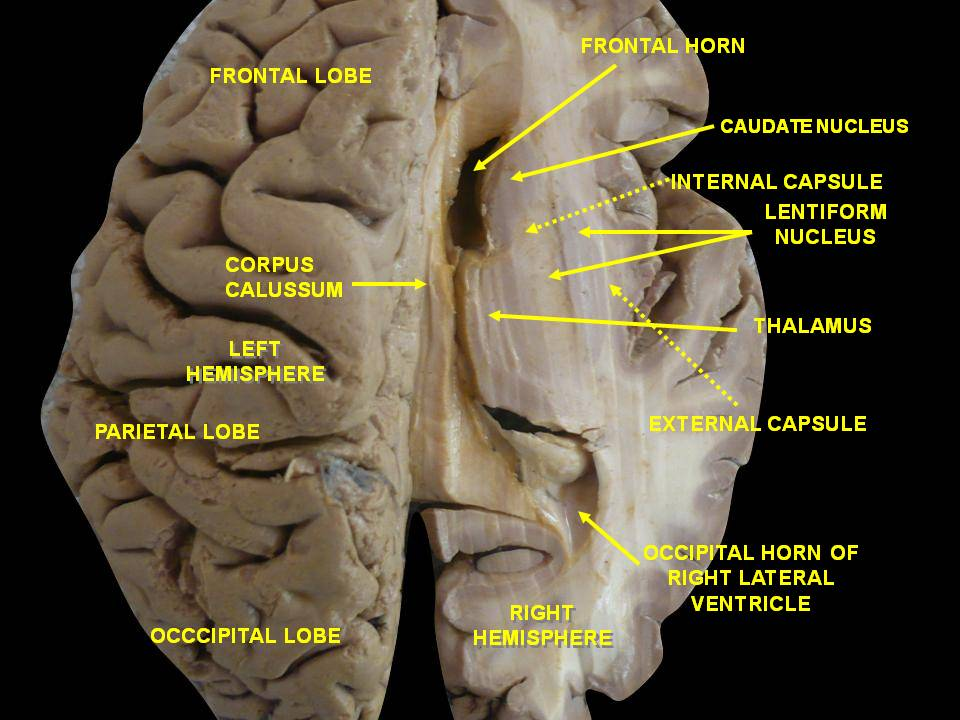
بطينات الدماغ والعقد القاعدية. منظر علوي. مقطع أفقي. تشريح عميق.
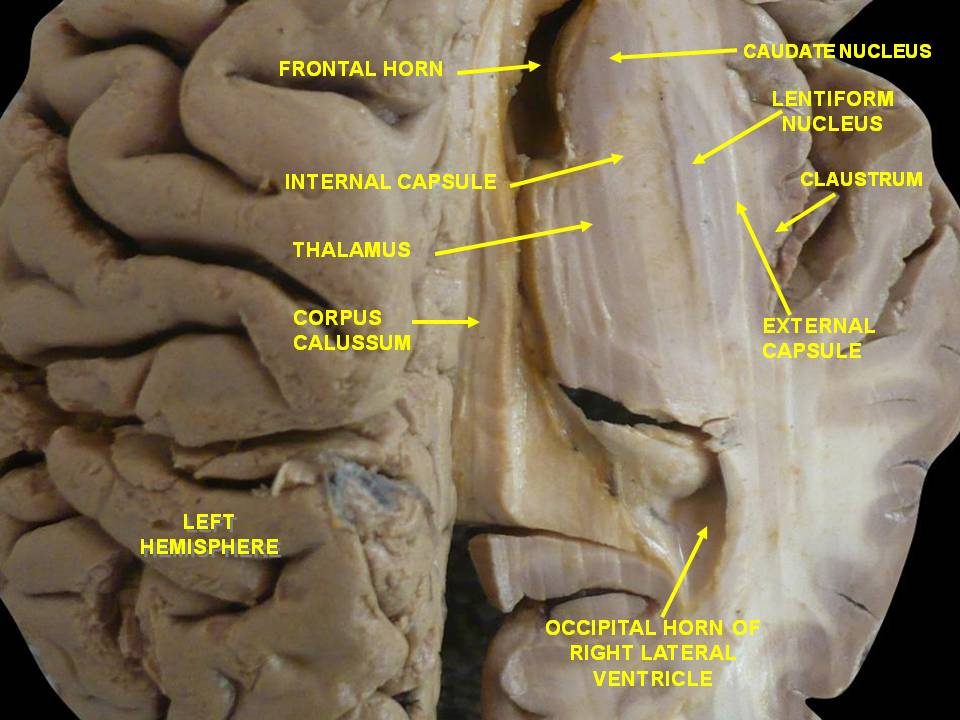
بطينات الدماغ والعقد القاعدية. منظر علوي. مقطع أفقي. تشريح عميق.